# هيلين لوز
هيلين لوز (بالبرتغالية: Helen Cristina Santos Luz) مواليد 23 نوفمبر 1972 في البرازيل، هي لاعبة كرة سلة برازيلية سابقة. يبلغ طولها 5 قدم 9 بوصة (1.8 م). مثلت منتخب بلادها. شاركت في دورة الألعاب الأولمبية الصيفية سنة 1992. حققت المركز الأول في كأس العالم لكرة السلة للسيدات 1994.

## المسيرة الاحترافية
لعبت مع واشنطن ميستيكس من سنة 2001 إلى 2003، ثم لعبت مع سرقسطة في سنة 2003، ثم لعبت مع نوفوسيبيرسك في سنة 2004، ثم لعبت مع برشلونة من سنة 2004 إلى 2006.

## سجل المنافسة
شاركت في المنافسات التالية:
- الألعاب الأولمبية الصيفية 1992
- الألعاب الأولمبية الصيفية 2000
- الألعاب الأولمبية الصيفية 2004
- كأس العالم لكرة السلة للسيدات 1994

## الميداليات
| الميدالية | المسابقة                           |
| --------- | ---------------------------------- |
| برونزية   | الألعاب الأولمبية الصيفية 2000     |
| ذهبية     | كأس العالم لكرة السلة للسيدات 1994 |

## روابط خارجية
- هيلين لوز على موقع الاتحاد الدولي لكرة السلة (الإنجليزية)
- هيلين لوز على موقع الاتحاد الوطني لكرة السلة النسائية (الإنجليزية)
- هيلين لوز على موقع كرة السلة الأوروبية.كوم (الإنجليزية)
- هيلين لوز على موقع بروبوليرز (الإنجليزية)
- هيلين لوز على موقع سبورتس رفرنس (الإنجليزية)
- هيلين لوز على موقع سبورتس رفرنس (الإنجليزية)
- هيلين لوز على موقع اللجنة الأولمبية الدولية (الإنجليزية)
- هيلين لوز على موقع أوليمبيديا (الإنجليزية)
- هيلين لوز على موقع اللجنة الأولمبية البرازيلية (البرتغالية)